# 매강

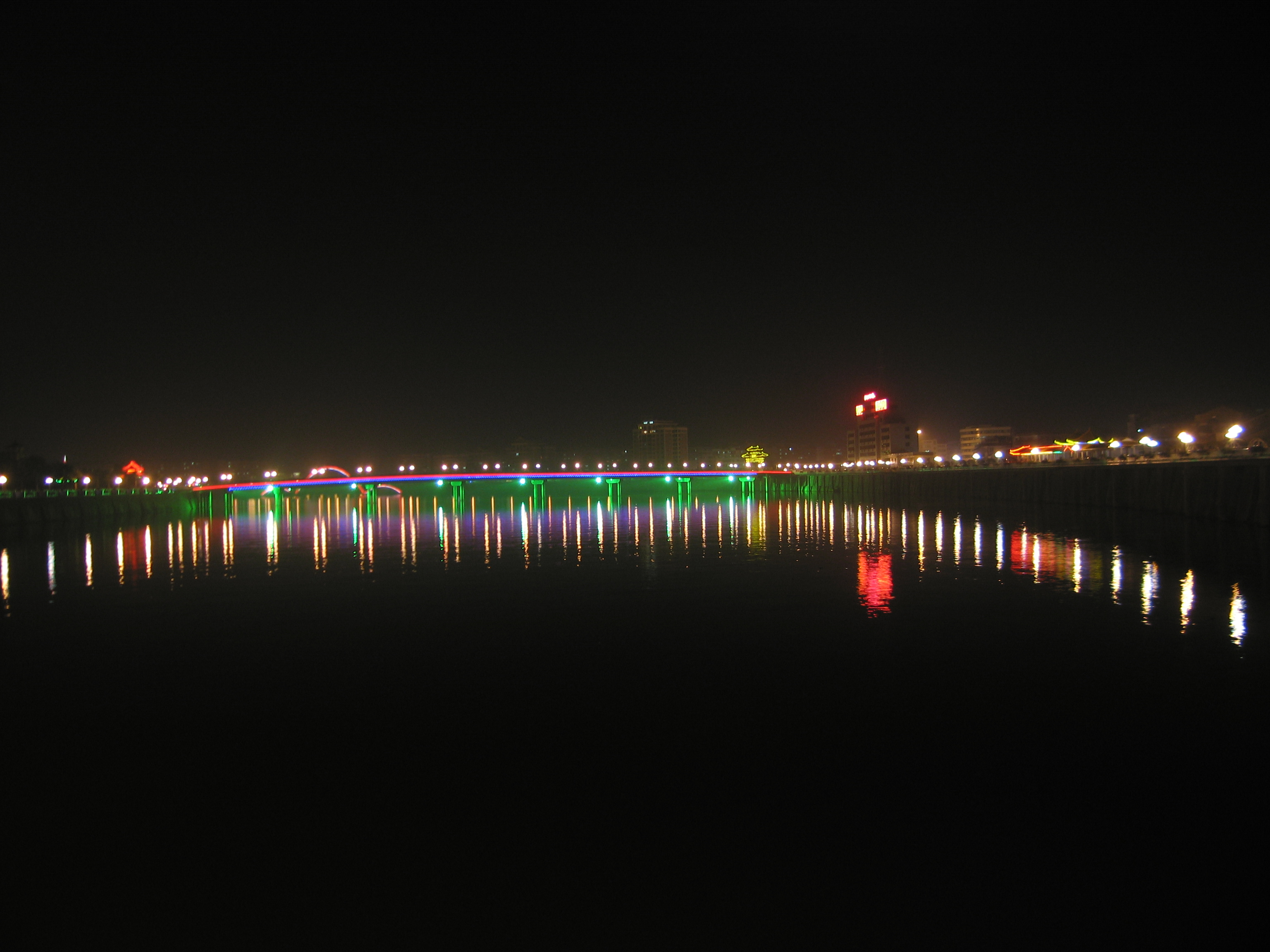
젠잉 기념 대교의 야경

매강(중국어: 梅江, 병음: Méi Jiāng, 표준어: 메이장강)은 중국 남부에 있는 광둥성 동쪽의 메이저우 시를 흐르는 강으로 한강의 주요 지류이다. 강에 있는 주요 다리로 젠잉 기념 대교가 있다.